# Pohár mistrů evropských zemí 1964/1965
Sezóna 1964/65 byla 10. ročníkem Poháru mistrů evropských zemí. Jejím vítězem se stal italský klub Inter Milán, který tak obhájil titul z minulého ročníku.

## Předkolo
| Domácí v 1. zápase | Celkem | Hosté v 1. zápase   | 1. zápas | 2. zápas |
| ------------------ | ------ | ------------------- | -------- | -------- |
| Sliema Wanderers   | 0–7    | FC Dinamo București | 0–2      | 0–5      |
| Rangers FC         | 5–51   | FK Crvena zvezda    | 3–1      | 2–4      |
| Rapid Vídeň        | 5–0    | Shamrock Rovers     | 3–0      | 2–0      |
| Glentoran          | 4–5    | Panathinaikos       | 2–2      | 2–3      |
| Partizani Tirana   | 0–2    | Köln                | 0–0      | 0–2      |
| RSC Anderlecht     | 2–22   | Bologna             | 1–0      | 1–2      |
| KR                 | 1–11   | Liverpool FC        | 0–5      | 1–6      |
| BSG Chemie Leipzig | 2–6    | Vasas ETO Györ      | 0–2      | 2–4      |
| Lokomotiv Sofia    | 8–5    | Malmö               | 8–3      | 0–2      |
| DWS                | 4–1    | Fenerbahçe SK       | 3–1      | 1–0      |
| Reipas Lahti       | 2–4    | FK Lyn              | 2–1      | 0–3      |
| Boldklubben 1909   | 2–9    | Real Madrid         | 2–5      | 0–4      |
| Dukla Praha        | 4–43   | Górnik Zabrze       | 4–1      | 0–3      |
| Saint-Étienne      | 3–4    | La Chaux-de-Fonds   | 2–2      | 1–2      |
| Aris               | 2–10   | Benfica SL          | 1–5      | 1–5      |

1 Rangers FC zvítězili v rozhodujícím zápase na neutrální půdě 3:1.
2 RSC Anderlecht postoupil do další fáze díky hodu mincí, protože rozhodující zápas na neutrální půdě skončil i po prodloužení remízou 0:0.
3 Dukla Praha postoupila do další fáze díky hodu mincí, protože rozhodující zápas na neutrální půdě skončil i po prodloužení remízou 0:0.

## První kolo
| Domácí v 1. zápase | Celkem | Hosté v 1. zápase   | 1. zápas | 2. zápas |
| ------------------ | ------ | ------------------- | -------- | -------- |
| Panathinaikos      | 2–3    | Köln                | 1–1      | 1–2      |
| Liverpool FC       | 4–0    | RSC Anderlecht      | 3–0      | 1–0      |
| Inter Milán        | 7–0    | FC Dinamo București | 6–0      | 1–0      |
| Rangers FC         | 3–0    | Rapid Vídeň         | 1–0      | 2–0      |
| DWS                | 8–1    | FK Lyn              | 5–0      | 3–1      |
| Vasas ETO Györ     | 8–7    | Lokomotiv Sofia     | 5–3      | 3–4      |
| La Chaux-de-Fonds  | 1–6    | Benfica SL          | 1–1      | 0–5      |
| Real Madrid        | 6–2    | Dukla Praha         | 4–0      | 2–2      |

## Čtvrtfinále
| Domácí v 1. zápase | Celkem | Hosté v 1. zápase | 1. zápas | 2. zápas |
| ------------------ | ------ | ----------------- | -------- | -------- |
| Köln               | 0–01   | Liverpool FC      | 0–0      | 0–0      |
| Inter Milán        | 3–2    | Rangers FC        | 3–1      | 0–1      |
| DWS                | 1–2    | Vasas ETO Györ    | 1–1      | 0–1      |
| Benfica SL         | 6–3    | Real Madrid       | 5–1      | 1–2      |

1 Liverpool FC postoupil do další fáze díky hodu mincí, neboť rozhodující zápas na neutrální půdě skončil i po prodloužení remízou 2:2.

## Semifinále
| Domácí v 1. zápase | Celkem | Hosté v 1. zápase | 1. zápas | 2. zápas |
| ------------------ | ------ | ----------------- | -------- | -------- |
| Liverpool FC       | 3–4    | Inter Milán       | 3–1      | 0–3      |
| Vasas ETO Györ     | 0–5    | Benfica SL        | 0–1      | 0–4      |

## Finále
| 27. května 1965   |        |            |                                                                       |
| Inter Milán       | 1 – 0  | Benfica SL | San Siro, Milán diváci: 89 000 rozhodčí: Gottfried Dienst (Švýcarsko) |
| Jair da Costa 42' | Report |            | San Siro, Milán diváci: 89 000 rozhodčí: Gottfried Dienst (Švýcarsko) |

## Vítěz
| Pohár mistrů evropských zemí 1964/65 Inter Milán (2. titul) Giuliano Sarti, Tarcisio Burgnich, Giacinto Facchetti, Aristide Guarneri, Armando Picchi, Gianfranco Bedin, Luis Suárez, Mario Corso, Jair da Costa, Sandro Mazzola, Joaquín Peiró Trenér: Helenio Herrera |